# Sony
Sony Corporation (uobičajenog naziva Sony) (jap. ソニー株式会社 Sonī Kabushiki Gaisha) (TYO: 6758) je japanski konglomerat multinacionalnih korporacija koji kao i Toshiba ima sjedište u japanskoj prijestolnici, Tokiju. Sony je jedan od najvećih medijskih konglomerata na Svijetu s prihodom većim od 78,88 mlrd. USD. Sam Sony bavi se proizvodnjom elektronike, informacijskih, komunikacijskih i video tehnologija i igraćih konzola čiji su proizvodi namijenjeni običnom korisniku ili profesionalnom tržištu.
Osnivači kompanije, Akio Morita i Masaru Ibuka ime tvrtke stvorili su od izvedenice latinske riječi Sonus, što znači zvuk, odnosno na engleskom jeziku sound (u engleskom slengu: sonny). Ime i odabir te riječi vezani su i uz naziv "sonny boys", koji je u Japanu 1950-ih označavao naočite i pametne mlade ljude.
Sam Sony Corporation je nadređen tvrtki Sony Group, koja obuhvaća pet segmenata poslovanja - elektroniku, videoigre, zabavu (filmovi i glazba), financijske usluge i ostalo. Zbog toga se Sony smatra najopsežnijom tvrtkom na svijetu u industriji zabave. Tako se Sony Corporation uključuje tvrtke Sony Electronics (za područje SAD-a), Sony Pictures Entertainment, Sony Computer Entertainment, Sony Music Entertainment, Sony Mobile Communications Inc. (prije Sony Ericsson) i Sony Financial. To je i razlog da se Sony poput Toshibe nalazi ljestvici 20 vodećih kompanija na Svijetu. 
Trenutni reklamni slogan tvrtke je make.believe (eng. počni vjerovati), koji je zamijenjen bivšim sloganom like.no.other (eng. kao nitko drugi).

## Povijest
Krajem 1945. i završetkom II. svjetskog rata, Masaru Ibuka otvorio je radionicu za popravak radio uređaja, u gradu Nihonbashi pokraj Tokija i to u zgradi uništenoj tijekom bombardiranja. Sljedeće godine pridružuje mu se kolega Akio Morita, te zajedno osnivaju tvrtku Tokyo Tsushin Kogyo K.K. (Tokijska tvrtka za telekomunikacijski inženjering). Tvrtka je izradila snimač na vrpcu (eng. tape recorder) pod nazivom Type-G (tip G).
Tijekom ranih 1950-ih, Masaru Ibuka putuje SAD-om gdje je čuo vijest da je tvrtka Bell Labs izumila tranzistor. Bio je uvjeren da bi Bell Labs mogao Sonyju dati pravo na licencnu proizvodnju tranzistora. Dok je većina američkih tvrtki vršila istraživanja na tranzistoru u vojne svrhe, Masaru Ibuka je odlučio primijeniti tranzistor u komunikacijske svrhe. 
Iako su američke tvrtke Regency I Texas Instruments izgradile prvi radio temeljen na tranzistoru, Sony je ostvario veći komercijalni uspjeh sa svojim tranzistor radiom. U kolovozu 1955. Tokyo Tsushin Kogyo (tadašnje ime Sonyja) na tržište je izbacio Sony TR-55 - prvi japanski radio tranzistor namijenjen komercijalnom tržištu. U prosincu iste godine na tržište izlazi Sony TR-72, proizvod koji je osvojio naklonost unutar Japana i na izvoznom tržištu, uključujući Australiju, Kanadu, Nizozemsku i Njemačku. Taj radio sastojao se od šest tranzistora, imao je bolju kvalitetu zvuka, te je veliku prodaju nastavio i tijekom ranih 1960-ih.
U svibnju 1956. tvrtka predstavlja radio TR-6 kojeg je krasio inovativni tanki dizajn i kvaliteta zvuka koja je bila dominantna u odnosu na konkurentske prijenosne radio uređaje s cijevi kojom se prenosio zvuk. Tvrtka je odlučila koristiti marketing u svrhu reklamiranja TR-6 radija. Tako je stvoren Atchan, crtani lik kojeg je stvorio autor Fuyuhiko Okabe. Atachan, kasnije poznat kao Sony Boy pojavljuje se u reklamama u kojima drži TR-6 na uhu, te je predstavljao tvrtku i njene proizvode sve do sredine 1960-ih.
Sljedeće godine, 1957., Tokyo Tsushin Kogyo predstavlja TR-63, dimenzijama najmanji radio na tržištu. Radio dimenzija 112 × 71 × 32 mm ostvario je komercijalni uspjeh u Svijetu.
Michael Brian Schiffer, profesor Sveučilišta u Arizoni je izjavio: "Sony nije bio prvi, ali je njegov radio tranzistor bio najuspješniji. Radio TR-63 je 1957. u SAD-u pokrenuo novu industriju potrošačke mikroelektronike". Sredinom 1950-ih američki tinejdžeri kupuju velike količine prijenosnog tranzistor radija. Pretpostavlja se da je do 1955. prodano 100.000 komada a do kraja 1968. godine, pet miljuna komada. Tako je Sony tijekom 1960-ih, 1970-ih i 1980-ih odigrao veliku ulogu u razvoju Japana kao snažan izvoznik te je pomogao u poboljšanju američke percepcije proizvoda pod oznakom Made in Japan. Poznat po kvaliteti svojih proizvoda, Sony se uspješno opirao spuštanju cijena svoje potrošačke elektronike.
Krajem 1970-ih tvrtka u suradnji s nizozemskim Philipsom razvija kompaktni disk poznatiji kao CD a sredinom 1990-ih predstavlja PlayStation. S oba proizvoda napravljena je evolucija na tržištima optičkih medija i igračih konzola.
Akio Morita nije htio da ime Sony bude vezano samo za jednu određenu granu industrije. Tako je tvrtka 1979. godine osnovano životno osiguranje Sony Life a 2001. i komercijalna banka Sony Bank. I njegovi nasljednici su nastavili s Moritinom idejom tako da pod vodstvom predsjednika Norija Ohge, korporacija 1988. odnosno 1989. godine postaje vlasnicom CBS Recordsa i Columbije Pictures čime Sony znatno širi svoju medijsku prisutnost.
Ipak, proširenja na tržišta filma, glazbe i digitalne elektronike putem Interneta pokazala su se nezahvalnim i neisplativim tako da novoizabrani izvršni predsjednik Howard Stringer provodi radikalne poteze poput rezanja 9.000 radnih mjesta te ponovo usredotočuje tvrtku na elektroniku. Također, povećana je suradnja između poslovnih jedinica koje je Stringer opisao kao "silose koji djeluju u međusobnoj izolaciji". Unatoč ostvarenim uspjesima, Sony se suočio s nastavkom borbe u razdoblju od sredine do kraja 2000-ih.
U veljači 2014. Sony je najavio prodaju svojeg računalnog odjela Vaio PC jednoj korporaciji u vlasništvu japanskog invensticijskog fonda kao i zatvaranje dvadeset Sonyjevih dućana. Daljnja prodaja je nastavljena i u travnju kada je najavljeno da će na burzi biti ponuđeno 9,5 milijuna dionica koje tvrtka ima kao vlasnički udio kod proizvođača igara Square Enix. Time bi se osiguralo 48 milijuna američkih dolara.
Kazuo Hirao je početkom 2015. najavio da će se Sony usredotočiti na svoje najprofitabilnije grane odnosno na PlayStation te filmsku i televizijsku produkciju.

## Porijeklo imena
Kada je Tokyo Tsushin Kogyo tražio romanizirano ime kojim bi se predstavljao na tržištu, snažno su podupirali koristenje inicijala tvrtke kao imena, odnosno TTK. Primarni razlog nije bio zbog željezničke kompanije Tokyo Kyuko - TKK. Tvrtka je privremeno u Japanu koristila akronim Totsuko. Međutim, osnivač Morita je primijetio da na tržištu SAD-a korisnici teško izgovaraju to ime kompanije. Jedno kraće vrijeme koristio se naziv Tokio Teletech, međutim Morita je otkrio da jedna američka tvrtka koristi riječ Teletech kao svoj brand.
Naziv Sony bio je izabran za brand, jer je ta riječ imala čak tri značenja. Prvo značenje je da je riječ derivat Jedan je latinske riječi Sonus, što znači zvuk, odnosno na engleskom jeziku sound (u engleskom slengu: sonny). Ime i odabir te riječi vezani su i uz naziv "sonny boys", koji je u Japanu 1950-ih označavao naočite i pametne mlade ljude. Treći razlog je da je riječ Sonny bila obiteljski termin koji se u SAD-u koristio za riječ dječak. 
Prvi proizvod pod nazivom Sony bio je tranzistor radio TR-55, stvoren 1955., ali je ime kompanije promijenjeno u Sony tek u siječnju 1958.
Kako su se vremena mijenjala, bilo je veoma neobično da neka japanska tvrtka koristi latinicu za svoj naziv umjesto uobičajenog japanskog kanji pisma.

## Sport
Sony osim u razvoj i proizvodnju novih tehnologija, ulaže i u sport, posebice nogomet. Tako je Sony tijekom druge polovice 1990-ih bio sponzor talijanskom Juventusu. Također, Sonyjev odjel namijenjen zabavnoj industriji, preciznije Playstation, godinama je sponzor francuskom Auxerreu te nogometnoj Ligi prvaka (PS2, PS3, PSP).
Od svjetskih nogometnih događaja, Sony je bio jedan od glavnih sponzora Svjetskog nogometnog prvenstva u Francuskoj 1998.